# أداما كوليبالي
أداما كوليبالي Adama Coulibaly (بالفرنسية: Adama Coulibaly)، من مواليد 10 سبتمبر 1980 في باماكو في مالي، لاعب كرة قدم مالي.
بدأ مسيرته الكروية مع نادي دجوليبا في موسم 1998/1999، ولعب معهم 20 مباراة وسجل هدف واحد، وفي عام 1999 انتقل إلى نادي لينس الفرنسي الذي يلعب معهم حتى الآن.
يلعب مع منتخب مالي لكرة القدم.

## روابط خارجية
- أداما كوليبالي على موقع الاتحاد الدولي (مؤرشف)  (الإنجليزية)
- أداما كوليبالي على موقع رابطة كرة القدم الفرنسية للمحترفين (الإنجليزية)
- أداما كوليبالي على موقع قاعدة بيانات كرة القدم.إي يو (الإنجليزية)
- أداما كوليبالي على موقع ليكيب (الفرنسية)
- أداما كوليبالي على موقع ناشيونال فوتبول تيمز (الإنجليزية)
- أداما كوليبالي على موقع Soccerway.com (الإنجليزية)
- أداما كوليبالي على موقع عالم كرة القدم.نت (الإنجليزية)
- أداما كوليبالي على موقع كووورة